# Zók
Zók è un comune dell'Ungheria di 291 abitanti (dati 2001) situato nella contea di Baranya, regione Transdanubio Meridionale